# 150145 Увік
150145 Увік (150145 Uvic) — астероїд головного поясу, відкритий 23 січня 1996 року.
Тіссеранів параметр щодо Юпітера — 3,192.
За назвою Університет Вікторії (англ. The University of Victoria, ронім: UVic) — науково-дослідницький університет, розташований у місті Вікторія, Британська Колумбія, Канада.